# بيتر باتلر
بيتر باتلر (بالإنجليزية: Peter Butler)‏ (3 أكتوبر 1942 بنوتنغهام في المملكة المتحدة - ) هو لاعب كرة قدم بريطاني في مركز حراسة المرمى. لعب مع برادفورد سيتي ونوتس كاونتي ووركشوب تاون ‏.